# Creusen
Creusen was een Nederlands vrachtwagenmerk.
Het bedrijf in Roermond produceerde elektrische vrachtwagentjes, rijdende winkels en dergelijke. Het bedrijf Creusen bestaat nog steeds, maar maakt geen voertuigen meer.